# Veröffentlichungstheorie
Die Veröffentlichungstheorie – auch Offenbarungs- oder Vertragstheorie genannt – ist eine positive Theorie zur Rechtfertigung der staatlichen Gewährung eines – zeitlich begrenzten – Ausschließlichkeitsrechts in Gestalt eines Patents an den Erfinder (oder dessen Rechtsnachfolger), § 6Patentgesetz (PatG).

## Bedürfnis nach Rechtfertigung der Patentgewährung
Eine Rechtfertigung der Patentgewährung wird generell für notwendig erachtet, weil Monopole grundsätzlich im Widerspruch zu einem ungehinderten Wettbewerb der Marktteilnehmer stehen, einer der wichtigsten Komponenten der seit Alfred Müller-Armack in der Bundesrepublik Deutschland geltenden und allgemein anerkannten freien und sozialen Marktwirtschaft. Monopole stehen einem freien Wettbewerb als hinderlich entgegen, weil sie einen einzelnen Marktteilnehmer, nämlich den Monopolinhaber, gegenüber anderen Marktteilnehmern bevorteilen.

## Grundidee der Veröffentlichungstheorie
Die Veröffentlichungstheorie sieht einen Austauschvertrag zwischen dem Erfinder (bzw. Patentanmelder, der auch Rechtsnachfolger des Erfinders sein kann) und der Allgemeinheit dahingehend, dass der Erfinder (bzw. Patentanmelder) seinen Besitz an geheimem Erfindungswissen aufgibt, um dafür ein zeitlich begrenztes Ausschließlichkeitsrecht für die gewerbliche Verwertung dieses Wissens zu erhalten. Der Veröffentlichungstheorie liegt die (berechtigte) Sorge zugrunde, dass potenzielle Patentanmelder ihr technisches Wissen geheim halten könnten und es damit unter Umständen der Allgemeinheit für immer verloren gehen würde.

## Zielvorstellungen
Die Veröffentlichungstheorie geht ferner von der (optimistischen) Vorstellung aus, dass die infolge staatlicher Gewährung eines Ausschließlichkeitsrechts zu verkehrsfähigen Rechtsgütern werdenden Erfindungen durch Lizenzierung intensiver von spezialisierten Marktteilnehmern genutzt werden. Auch würden durch die vom Markt positiv gesehenen Lizenzmöglichkeiten weitere Innovationen initiiert. Zwar würde die allgemeine Nutzungsfähigkeit von Erfindungen durch die Patentierung zunächst eingeschränkt und hierdurch die allgemeine Wohlfahrt gemindert. Dieser Negativeffekt würde indessen durch eine – von der Veröffentlichungstheorie optimistischerweise unterstellte – gesteigerte Motivation zu künftigen Erfindungsaktivitäten mehr als kompensiert, so dass letztlich – zumindest auf lange Sicht – der volkswirtschaftliche Nutzen des Patentsystems doch überwiege.
Die Frage, ob es auch ohne Hoffnung auf Gewinne, die durch ein Ausschließlichkeitsrecht begünstigt werden, Erfindungen in ausreichender Menge und Qualität geben würde, wird von der Veröffentlichungstheorie freilich nicht gestellt.

## Kritik
Ebenso wie der Belohnungstheorie und der Anspornungstheorie könnte man auch der Veröffentlichungstheorie entgegenhalten, dass aus dieser keineswegs zwingend ein sich auf Ausschließlichkeitsrechte stützendes Patentsystem folgen müsse. Der Erfinder könne vielmehr durch eine entsprechende Anerkennung und – eventuell – einen Vergütungsanspruch gegenüber dem Staat in ausreichendem Maße „belohnt“ bzw. zu weiteren erfinderischen Aktivitäten angespornt werden. Als problematisch würde es sich allerdings erweisen festzulegen, nach welchen Kriterien sich der Vergütungsanspruch im jeweiligen Einzelfall bestimmen soll.
Auf die kritischen Argumente lässt sich indessen erwidern, dass der Patentschutz – selbst wenn man seinen Anreiz für die unmittelbare Erfindungstätigkeit gering einschätzen würde – doch für die von der modernen Wettbewerbstheorie so kategorisch geforderte Innovation, d. h. den Entwicklungsprozess von der Erfindung bis zur Produktions- und Absatzreife, von größter Wichtigkeit ist. Denn die technische Entwicklung einer Erfindung erfordert in der Regel 10 bis 20 mal größere Aufwendungen als die Erzielung der Erfindung als solche. Nachdem man heute davon ausgehen muss, dass die überwiegende Zahl potenzieller bzw. aktueller Erfinder als Ingenieure in Unternehmen abhängig beschäftigt sind, müssen sich die Kritiker fragen lassen, ob Unternehmen in der Lage bzw. bereit wären, ein derartiges Kostenrisiko für Innovationen auf sich zu nehmen, wenn die ohnehin nicht völlig sicheren Gewinnerwartungen durch eine jederzeit zulässige Imitation vollends auf Null reduziert werden könnten.

## Gegenüberstellung: Veröffentlichungstheorie – Belohnungstheorie/Anspornungstheorie
Während die Belohnungstheorie dem Erfinder für die Preisgabe seines zunächst geheimen Erfindungswissens in psychologisch geschickter Form eine „Belohnung“ verspricht und die Anspornungstheorie darüber hinaus zu zukünftiger Erfindungstätigkeit motiviert („anspornt“), bietet die Veröffentlichungstheorie stattdessen einen „nüchternen“ Vertrag an. Sie legt sich also auf die (vertragliche) Gewährung eines zeitlich begrenzten Ausschließlichkeitsrechts fest. Die (wenig verlockende) Aussicht, mit dem Staat einen – bürokratischen Aufwand und Verpflichtungen signalisierenden – Vertrag über eigene Erfindungen abschließen zu müssen, dürfte für den Erfinder bzw. den Patentanmelder kaum einen Anreiz zu besonderen Erfindungs- bzw. Patentanmeldeaktivitäten bedeuten. Damit fehlt der Veröffentlichungstheorie das der Anspornungstheorie eigene und deren Modernität ausmachende zukunftsorientierte Element.
Die Veröffentlichungstheorie tritt somit an Aktualität und Wirksamkeit hinter die Belohnungstheorie und die Anspornungstheorie zurück.